# Cẩm Văn
Cẩm Văn là một xã thuộc huyện Cẩm Giàng, tỉnh Hải Dương, Việt Nam.
Xã Cẩm Văn có diện tích 5,7 km², dân số năm 2022 là 15832 người, mật độ dân số đạt 1389 người/km².
Xã Cẩm Văn gồm các thôn: Hoành Lộc, Trạm Nội, Trạm Ngoại, Văn Thai, Uyên Đức (淵德).